# Ruby (actriz porno)
Ruby  (Akron, Ohio; 21 de abril de 1972) es una actriz pornográfica estadounidense retirada. Fue nombrada en el Paseo de la Fama de AVN en 2008.